# Хеспер
Хеспер (грч. Ἓσπερος) је у грчкој митологији звезда Вечерњача (планет Венера), најстарија од свих звезда. 

## Митологија
Најпре је био Астрејев и Еојин син. Каснија предања говоре да је он био Атлантов син или брат и да је нестао у једној олуји када се попео на планину Атлас како би посматрао звезде. Људи су га волели због његове доброте и веровали су да је у ствари пренесен међу звезде. По неким предањима, он је предак свих Хесперида.